# Salo (instrument)
Le salo  (thaï : สะล้อ), ou saw lo, est un violon à pointes thaïlandais à trois cordes (attaché sur deux pieds), originaire de Lan Na dans le nord. Il s'accorde aujourd'hui avec trois fils de métal, alors que par le passé, il s'agissait de cordes en soie. 